# Wijkia radiculosa
Wijkia radiculosa là một loài Rêu trong họ Sematophyllaceae. Loài này được (Baumgartner & J. Froehl.) H.A. Crum miêu tả khoa học đầu tiên năm 1971.